# 142 km (obwód moskiewski)
142 km (ros. 142 км) – przystanek kolejowy w miejscowości Aksionowo, w rejonie łuchowickim, w obwodzie moskiewskim, w Rosji. Położony jest na linii Moskwa – Riazań.